# Tetrasílabo
Se denomina tetrasílabo al verso de cuatro sílabas. 
En la Edad Media aparece a menudo en las coplas caudatas, por ejemplo en la profecía de Casandra de la Historia troyana. También es frecuente su uso combinado con versos octosílabos en las coplas de pie quebrado, por ejemplo en el Libro de buen amor y, más tarde, en las Coplas de Jorge Manrique.  
En la poesía dieciochesca se utiliza por vez primera como verso independiente en algunas de las Fábulas de Iriarte («La Urraca y la mona») y en las letras de algunas tonadillas.
En el Romanticismo se usa de nuevo como verso independiente: Zorrilla lo emplea en «La carrera» de La leyenda de Alhamar y Espronceda al final de El estudiante de Salamanca y en parte de la Canción del Pirata:
Veinte presas
hemos hecho
a despecho
del inglés
Los modernistas también lo cultivaron, especialmente Rubén Darío y Manuel Machado. 
- Datos: Q3926615